# Pine Ridge (Dakota del Sud)
Pine Ridge (lakota: wazíbló) és una concentració de població designada pel cens dels Estats Units a l'estat de Dakota del Sud. Segons el cens del 2000 tenia 3.171 habitants.

## Demografia
Segons el cens del 2000, Pine Ridge tenia 3.171 habitants, 688 habitatges, i 593 famílies. La densitat de població era de 400,1 habitants per km².
Dels 688 habitatges en un 53,9% hi vivien nens de menys de 18 anys, en un 32,1% hi vivien parelles casades, en un 40,7% dones solteres, i en un 13,8% no eren unitats familiars. En el 10,9% dels habitatges hi vivien persones soles el 2,2% de les quals corresponia a persones de 65 anys o més que vivien soles. El nombre mitjà de persones vivint en cada habitatge era de 4,4 i el nombre mitjà de persones que vivien en cada família era de 4,63.
Per edats la població es repartia de la següent manera: un 46,9% tenia menys de 18 anys, un 11% entre 18 i 24, un 26,1% entre 25 i 44, un 12,4% de 45 a 60 i un 3,6% 65 anys o més.
L'edat mediana era de 20 anys. Per cada 100 dones de 18 o més anys hi havia 89,8 homes.
La renda mediana per habitatge era de 21.089 $ i la renda mediana per família de 20.170 $. Els homes tenien una renda mediana de 26.875 $ mentre que les dones 25.516 $. La renda per capita de la població era de 6.067 $. Entorn del 49,2% de les famílies i el 61% de la població estaven per davall del llindar de pobresa.

## Poblacions properes
El següent diagrama mostra algunes poblacions properes.